# VH1
VH1 je glazbeni program sa sjedištem u New Yorku. 
Od početka emitiranja do 1994. puni naziv je bio "VH-1: Video Hits One", a od 1994. do 2003. "VH1: Music First"). 
Pokrenut je 1. siječnja 1985., a cilj je bio napraviti jednako popularan program kao MTV. Ciljana publika je starija od publike koja gleda sestrinski MTV, s tim da je naglasak na laganiju i popularnu glazbu. Kanal je tada bio u vlasništvu Warner Communications. Sad je u vlasništvu MTV Networks, dijela tvrtke ViacomCBS. 
U Hrvatskoj se može pratiti putem platformi MAX TV, Iskon.TV i ostalih pružatelja usluga televizije.

## Razvoj logotipa
- 1987. do 1994.
- 1994. do 2003.
- 2003. do 2013.
- 2013-.

Zanimljivost prvog logotipa je ta da bi u Božićno vrijeme slovo V bilo okrenuto za 180 stupnjeva i kao takvo simboliziralo Božićno drvce.

## Emisije
Neke od popularnih emisija su:
- Vh1 Music
- Vh1 Pop Chart
- VH1 Viewer's Jukebox
- VH1 Rocks
- Vh1 Oldschool
- Best of Charts
- Top 10...
- Greatest Hits
- So 80's
- Smells Like The 90s

## Verzije za pojedina lokalna tržišta
- VH1 Australija
- VH1 Brazil
- VH1 Danska
- VH1 Europe (na hrvatskom tržištu)
- VH1 Export
- VH-1 Njemačka
- VH1 Indija
- VH1 Indonezija
- VH1 Latinska Amerika
- VH1 Pakistan
- VH1 Poljska
- VH1 Rusija
- VH1 UK

## Vanjske poveznice
- ViacomCBS
- Službena stranica VH1
- Službena stranica VH1 Europe
- TV raspored